# アクアビクス
アクアビクスとは、アクア（水）とエアロビクス（有酸素運動）を合わせた和製英語であり、水泳を除く水中トレーニングのことである。アクアビクスの水中動作では、一見激しい運動には見えないが、水の抵抗・浮力・水圧・水温と陸上にはない制約条件が多くあり、少しの運動でもエネルギー消費が大きい。水中で運動するため、浮力によって身体への負担が少なく故障が発生しにくい、また水の抵抗を利用して運動量を調節出来るなどの利点がある。アクアビクスの基本動作は、ウォーキング・ジャンピング・スクワット・腕の開閉などがある。水中でのジャンプは、陸上に比べて肩や腰・膝にかかる負担が10分の1程度に軽減される。陸上では、負荷をかけるために各種マシンを使うが、アクアビクスでは水そのものが負荷であり、マシンが不要になる。